# Astoria (Oregon)
Astoria je přístavní město na severozápadě amerického státu Oregon, na řece Columbia, která se u města vlévá do Tichého oceánu. Založeno bylo roku 1811, jako první stálá osada na západ od Skalnatých hor a je tak nejstarším městem v Oregonu. Město získalo svůj název po americkém podnikateli německého původu Johnu Jacobu Astorovi. Začleněno bylo Oregonským zákonodárným sborem 20. října 1856. 
Město slouží rozsáhlý přístav Astoria, významným dopravním uzlem je také regionální letiště Astoria. Městem prochází silnice US Route 30 a 101, s nedalekým Washingtonem je spojeno mostem Astoria-Megler, který je dominantou města. K roku 2020 žilo ve městě přibližně 10 100 obyvatel. 

## Historie

### Pravěké osídlení
Během archeologických vykopávek v okolí v roce 2012 byly nalezeny předměty domorodých Američany, včetně rakouských skleněných korálků a sokolnických zvonů. Současná oblast a okolí města patřila k velkému, prehistorickému indiánskému obchodnímu systému Kolumbijské plošiny.

### 19. století
Roku 1811 britský průzkumník David Thompson, první člověk, o kterém je známo, že se plavil po celé délce řeky Columbia, doplul do osady Fort Astoria poblíž ústí řeky. Okolo této doby zde již fungovala kožešinová firma Pacific Fur Company, která v oblasti obchodovala s kožešinami.

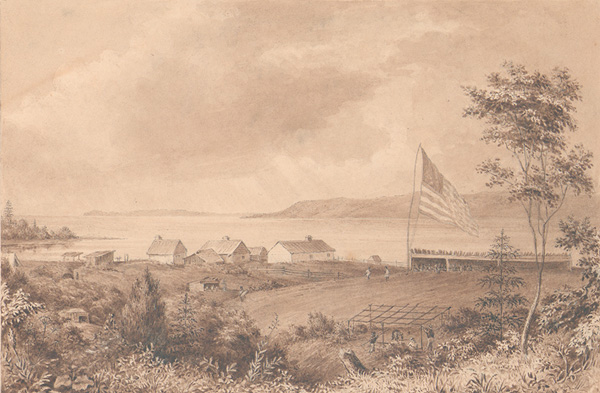
Astoria v roce 1841

V roce 1846, kdy rozdělila Oregonská smlouva pevninu na 49. rovnoběžce, se Astoria oficiálně stala součástí Spojených států. S rostoucím tempem Oregonského teritoria, které bylo stále více kolonizováno Američany, se Astoria rozrostla a byla známá jako přístavní město poblíž ústí velké řeky, která poskytovala nejsnazší přístup do vnitrozemí. Roku 1847 zde byla založena první pošta na západ o Skalnatých hor a oficiální začlenění město zažilo v roce 1876. 
Astoria po celé století lákala řadu přistěhovalců - do města proudili nordičtí osadníci, především Švédové a švédsky mluvící Finové a Číňané, kteří se brzy činil většinu městské populace. Severští osadníci většinou žili ve čtvrti Uniontown, blízko dnešního konce mostu Astoria-Megler, a živili se rybařením. Číňané inklinovali k práci v konzervárnách a sídlívali buď v centru města, nebo v ubytovnách poblíž továren. Koncem 19. století bylo 22 % obyvatel Astorie čínské národnosti. Astoria měla také významnou populaci Indů, zejména Sikhů z Paňdžábu. 
Ghadarská strana, politické hnutí mezi Indy na západním pobřeží USA a Kanady s cílem svrhnout britskou nadvládu v Indii, bylo v Astorii oficiálně založeno 15. července 1913.

### 20. a 21. století
V roce 1883 a znovu v roce 1922 bylo centrum Astorie zničeno požárem, částečně proto, že budovy byly postaveny převážně ze dřeva, tehdy snadno dostupného materiálu. Budovy byly zcela vyzdviženy z bažinaté půdy na dřevěných pilířích. I po prvním požáru byl ale použit stejný stavební formát. Při druhém požáru, v roce 1922, se plameny opět rychle rozšířily. Zuřiví občané se uchýlili k dynamitu a vyhazovali do povětří celé budovy, aby vytvořili protipožární zábrany. 
Astoria sloužila jako vstupní přístav na severozápadě USA, již více než století. Celkový námořní význam již dávno zastínil také Portland a Seattle, což byly hlavní ekonomické uzly na pobřeží severozápadního Pacifiku. Ekonomika Astorie se soustředila na rybolov, zpracování ryb a řezivo. 

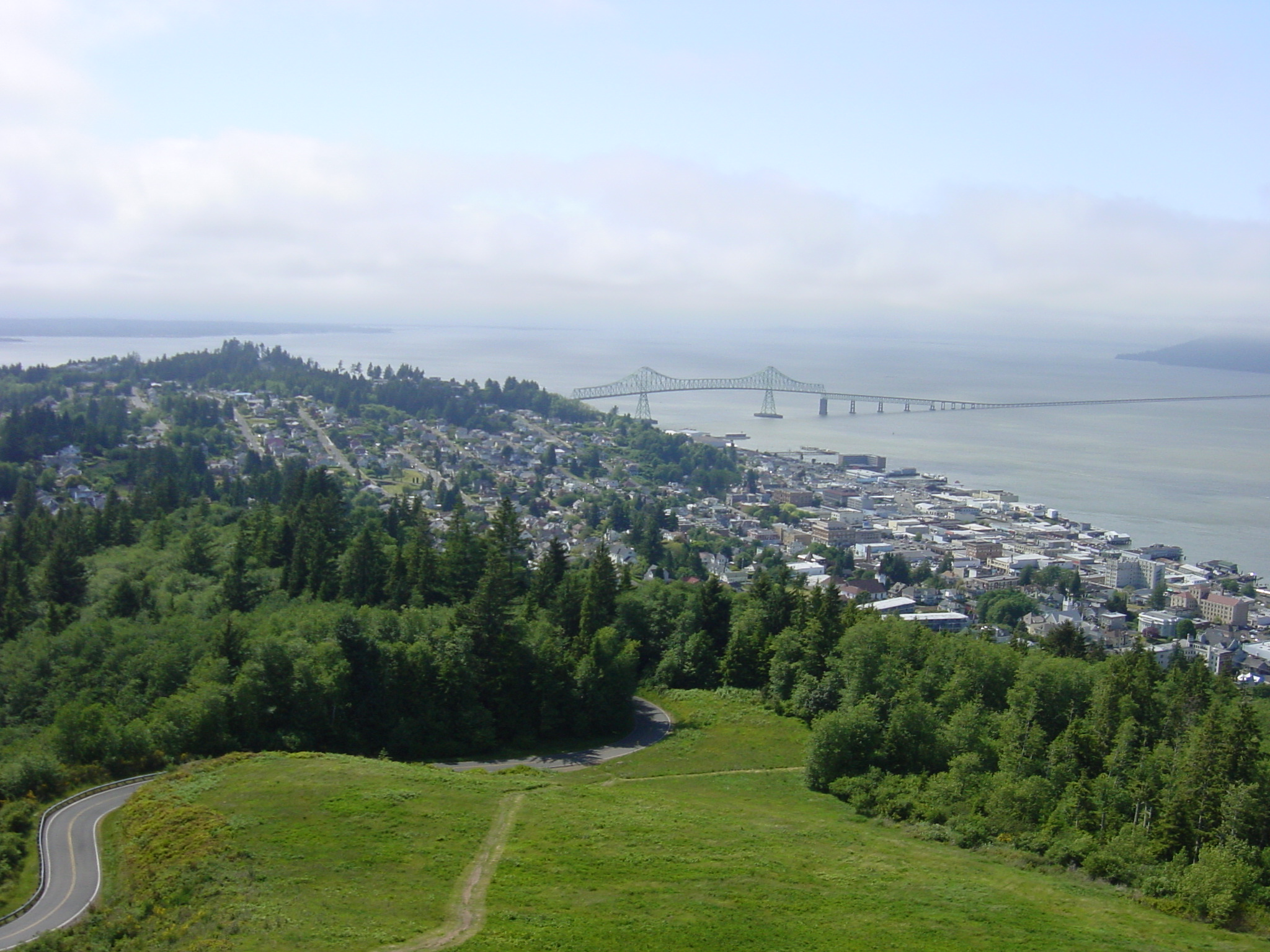
Letecký pohled na město

Na počátku 20. století přispěla společnost North Pacific Brewing Company, se sídlém ve městě, podstatně k ekonomickému blahobytu města. Před rokem 1902 byla společnost ve vlastnictví Johna Koppa, který firmu prodal skupině pěti mužů, z nichž jedním byl Charles Robinson, který se stal prezidentem této společnosti. Fungoval zde také pivovar a konzervárny, soustředící se na zpracování lososů.
Jak se však zdroje lososa v Tichomoří zmenšovaly, konzervárny byly uzavřeny. Roku 1974 korporace Bumble Bee Seafoods, další významný podnik ve městě, přesunula své sídlo z Astorie a postupně omezovala svou přítomnost až do uzavření své poslední konzervárny Astoria v roce 1980. Také dřevařský průmysl koncem 20. století upadal. Astoria Plywood Mill, největší zaměstnavatel ve městě, uzavřel své pobočky v roce 1989.  Od roku 1921 do roku 1966 spojovala Astorii trajektová trasa přes řeku Columbia. V roce 1966 byl otevřen most Astoria-Megler.  
Dnes jsou hlavními ekonomickými aktivitami města cestovní ruch, rostoucí umělecká scéna města a lehká průmysl. Těžba dřeva a rybolov přetrvávají, ale na zlomku jejich dřívější úrovně. Aby se zabránilo mexickým přístavům během vypuknutí prasečí chřipky v roce 2009, bylo mnoho plaveb přesměrováno tak, aby směřovaly právě do Astorie.
Sportovní rybářský turismus je zde aktivní již několik desetiletí. Návštěvníci přitahovaní kulturním dědictvím a historickými prvky města vytlačili rybolov jako hlavní ekonomický faktor. Od počátku 21. století přispěla scéna minipivovarů / pivovarů a každotýdenní pouliční trh k ještě větší popularizaci této oblasti jako destinace.

## Geografie

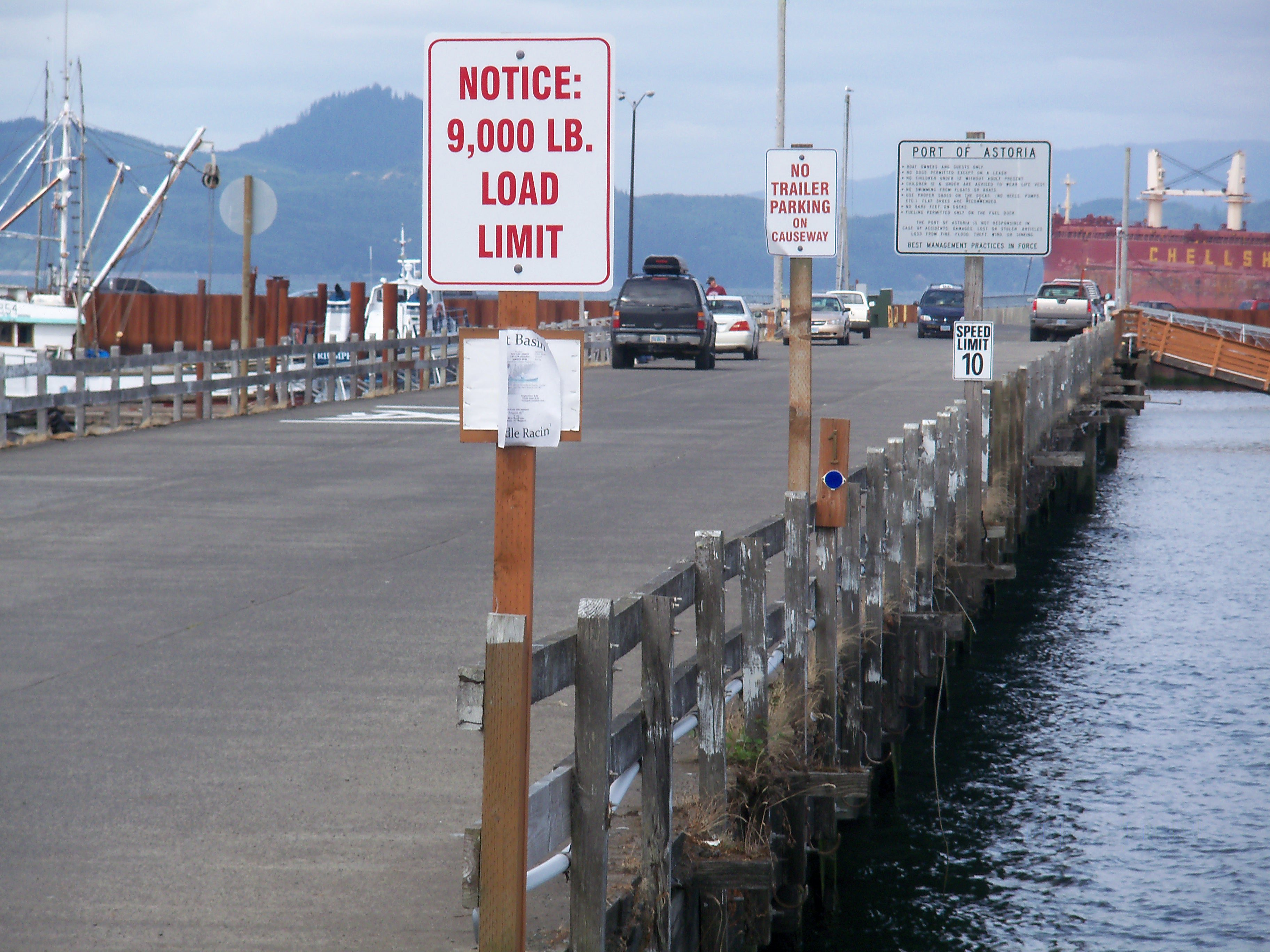
Přístav v Astorii

Dle geografických údajů sčítání lidu ve Spojených státech, činí rozloha města 25,77 kilometrů čtverečních, přičemž zhruba 10 kilometrů čtverečních je pokryto vodou.

### Klima
Astoria leží v tzv. středomořské klimatické zóně, s chladnými zimami a mírnými léty, ačkoliv se mohou objevit krátké vlny veder. Dešťové srážky jsou nejhojnější na konci podzimu a v zimě a nejmírnější jsou v červenci a srpnu, přičemž činí v průměru 1 700 mm srážek každý rok. Sněžení je relativně vzácné, v průměru je sněhová pokrývka menší než 13 cm za rok a často vůbec není. 
Průměrná měsíční vlhkost v Astorii je vždy přes 80 % po celý rok, přičemž průměrná měsíční vlhkost dosahuje maxima 84 % od listopadu do března, s minimem 81 % během května. Průměrná relativní vlhkost v Astorii je 89 % ráno a 73 % odpoledne. 

## Řízení města
Astoria funguje v rámci městské správy formou rady-manažera. Voliči volí čtyři radní podle okrsku a starostu, z nichž každý slouží čtyřletá období. Starosta a rada jmenují správce města, aby řídil běžné záležitosti města. Současným starostou města je Sean Fitzpatrick, který se úřadu ujal v lednu 2023. Jeho předchůdce Bruce Jones působil v letech 2019 až 2022.

## Vzdělání

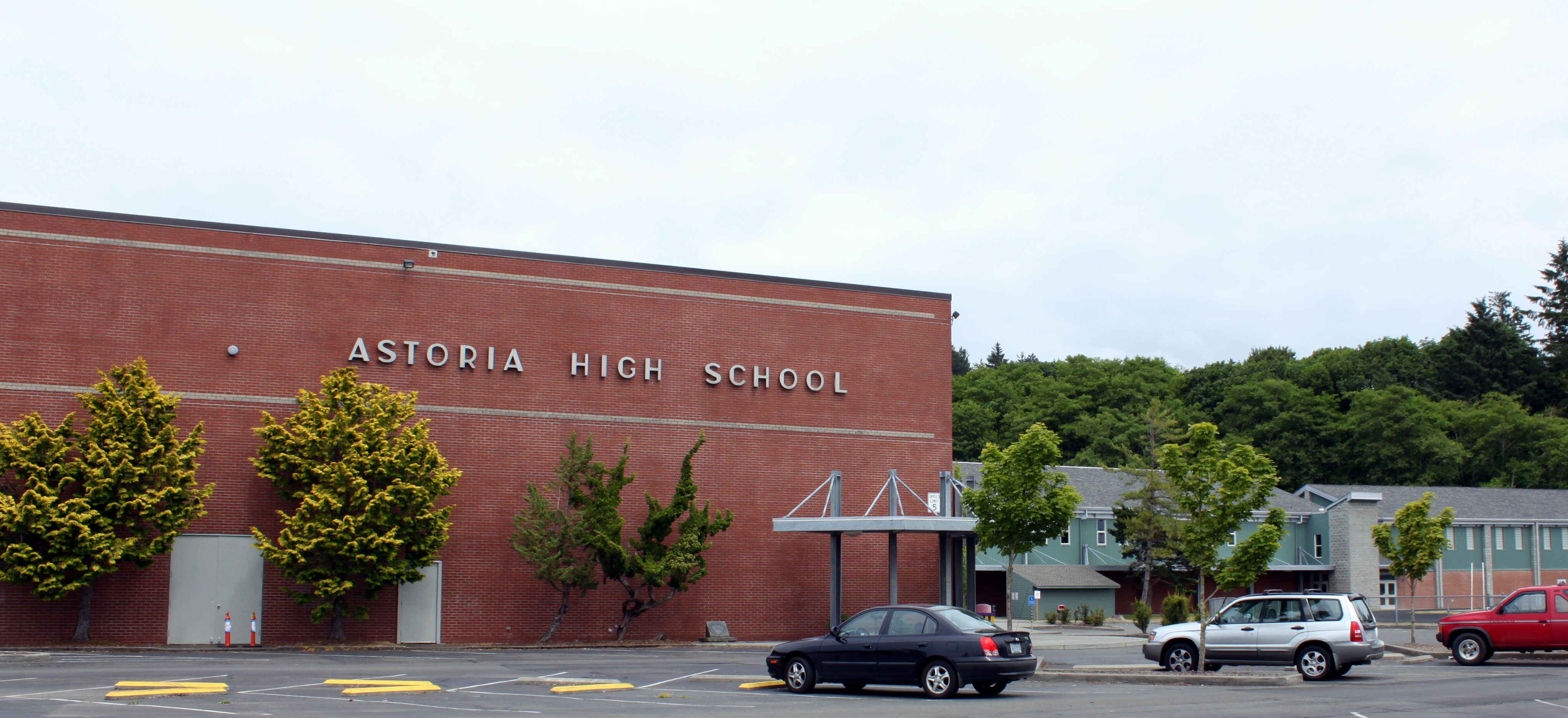
Budova vysoké školy

Podle specifického systému školních okrsků v USA, je město střediskem školního okrsku Astoria School District, který zahrnuje čtyři základní a střední školy. Město má v provozu taktéž vysokou školu Clatsop Community College, knihovnu a mnoho parků. Studenti mohou studovat také ve druhém nejstarším školním zařízení v zemi - Job Corps (Tongue Point Job Corps). Středisko Tongue Point Job Corps je zároveň jediným místem v Oregonu, které poskytuje námořnický výcvik.

## Válečné loděAstoria

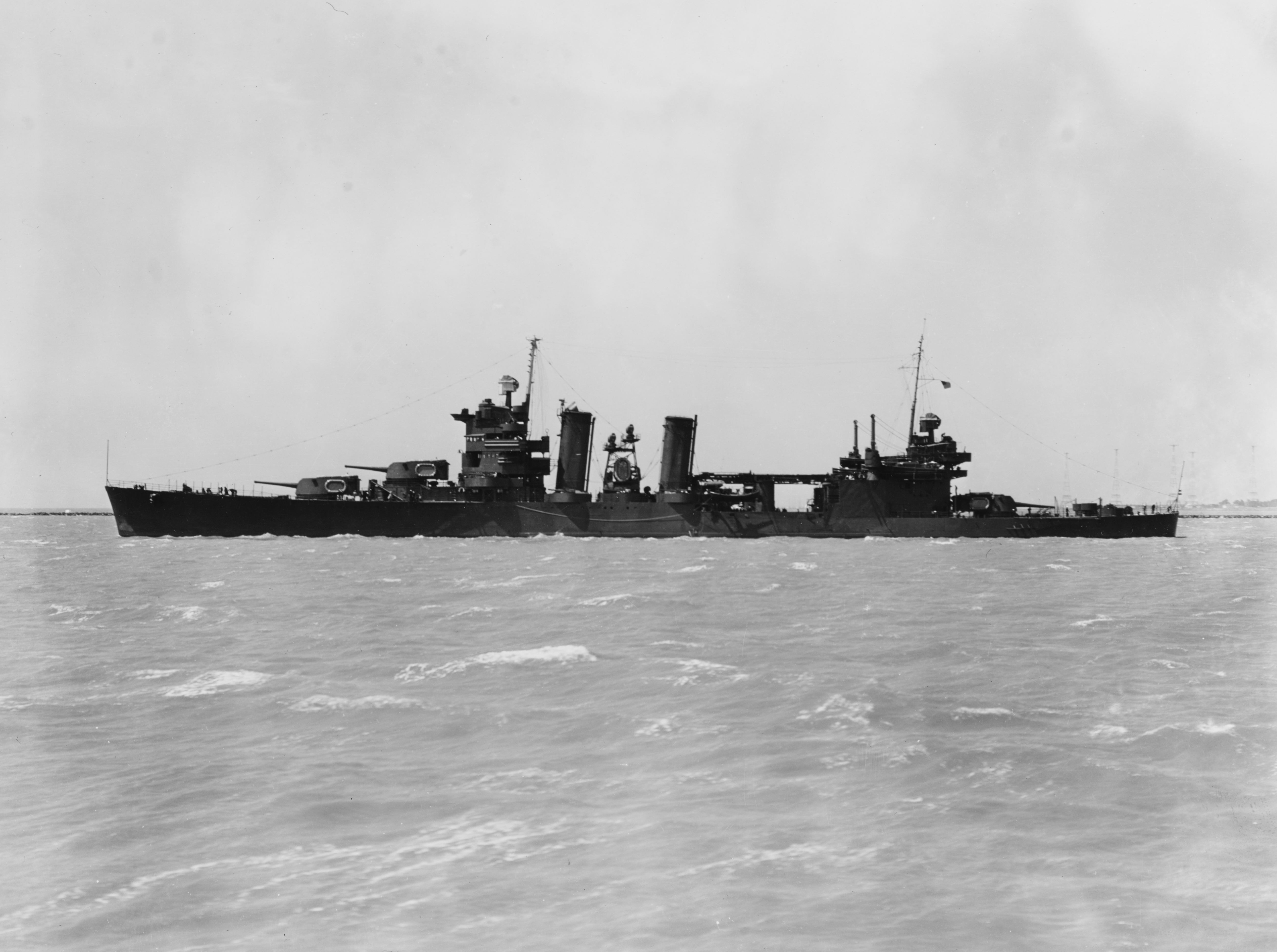
Fotografie křižníku USS Astoria (CA-34)

Jako USS Astoria byly pojmenovány dva křižníky amerického námořnictva. Jde o těžký křižník třídy New Orleans (CA-34) a lehký křižník třídy Cleveland (CL-90). První byl ztracen v Tichém oceánu v bitvě u ostrova Savo v srpnu 1942 během druhé světové války a druhý byl sešrotován v roce 1971 poté, co byl v roce 1949 vyřazen z aktivní služby.

## V populární kultuře
- Herec Clark Gable údajně zahájil svou kariéru v  mísntím divadle v roce 1922.
- Leroy E. "Ed" Parsons, nazývaný "otec kabelové televize", vyvinul jednu z prvních komunitních anténních televizních stanic (CATV) v Astorii počínaje rokem 1948
- Televizní seriál Route 66, vysílaný v 60. letech 20. století, měl jednu epizodu "One Tiger to a Hill"  natáčenou v Astorii - odvysílána byla 21. září 1962
- Shanghaied in Astoria je muzikál o historii města Astorie, který se v Astorii hraje každý už rok od roku 1984
- Scéna „The Real Thing“, přesněji epizoda 2 sezóny 5, televizního seriálu Eureka se odehrávala v Astorii. Postava Jo Lupo zaparkuje své vozidlo na nepovoleném místě, zatímco medituje na pobřeží oceánu. K odstranění vozidla je povolána odtahová služba. Policista, na jehož rameni je zřetelně vidět nášivka s nápisem „Astoria, Oregon“, mluví s Jo o přestupku
- Čtvrté album pop punkové kapely The Ataris bylo nazváno So Long, Astoria. Píseň se stejným názvem je první skladbou alba. Zadní strana alba obsahuje výstřižky zpráv z Astorie, včetně obrázku přístavní vodárenské věže z článku z roku 2002 o její demolici
- Pop punková kapela Marianas Trench má album s názvem Astoria. Skupina uvádí, že album bylo inspirováno fantasy a dobrodružnými filmy z 80. let, zvláště pak filmem The Goonies.
- Ve finále seriálu televizního pořadu Dexter, titulní postava, Dexter Morgan, skončí v Astorii
- Astoria je jedním z měst, které je součástí DLC Oregon, hry American Truck Simulator

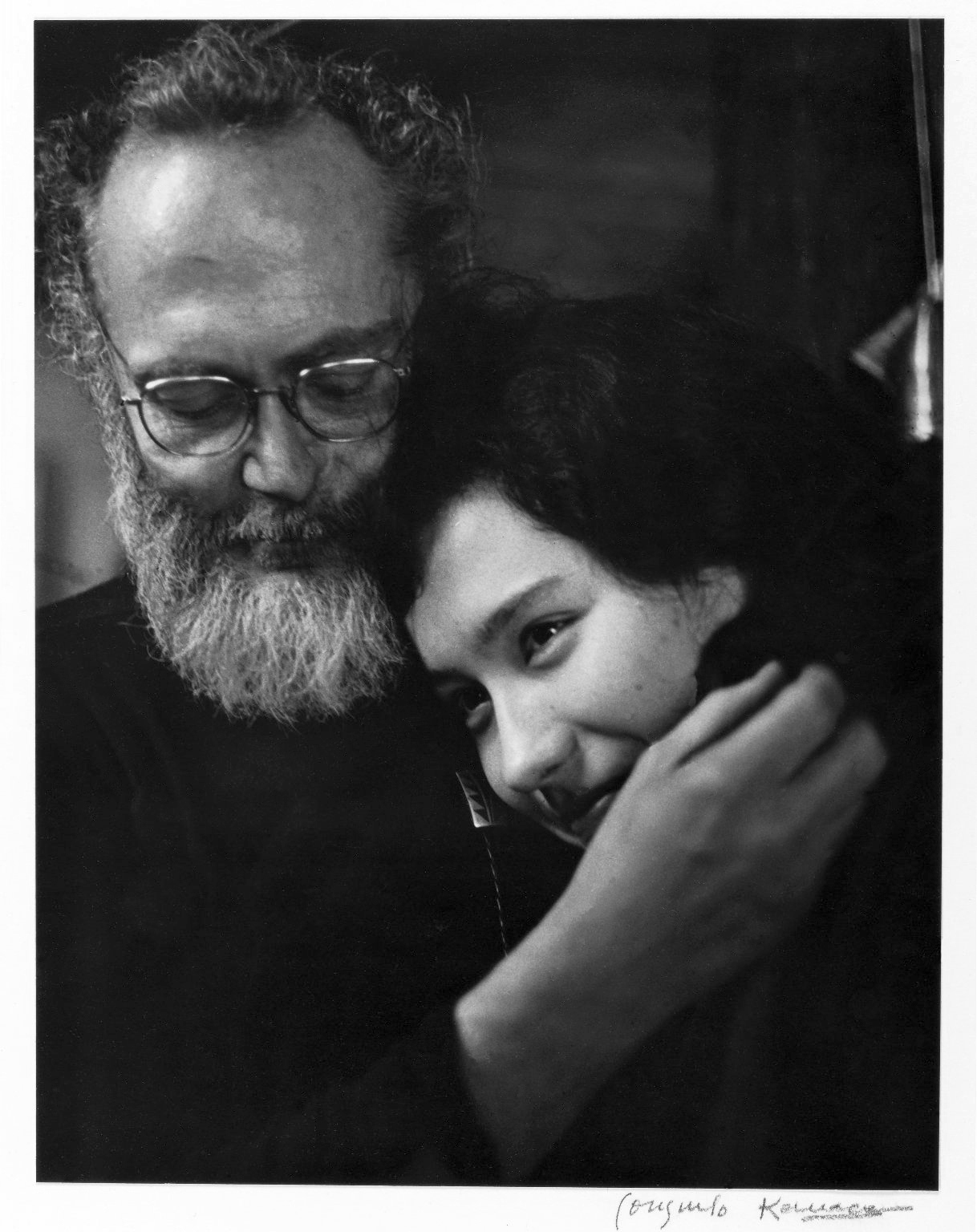
Černobílý snímek Counselo Kanagy, rodačky z Astorie

## Osobnosti spjaté s městem
- Bobby Anet, vysokoškolský basketbalový hráč, který pomohl vést oregonskou univerzitu k vítězství v inauguračním turnaji NCAA Division I v mužském basketbalovém turnaji v letech 1938–1939, navštěvoval místní střední školu
- Jona Bechtold, hudebník, nominovaný na ceny Grammy, v Astorii vyrůstal
- Brian Bruney, nadhazovač Major Baseball League
- Jordan Poyer, hráč NFL, vyrůstal v Astorii
- Maila Nurmi, známá jako televizní moderátorka The Vampira Show z 50. let 20. století, navštěvovala koncem 30. let střední školu v Astorii
- Santeri Noorteva, významný finský politik, v Astorii pobýval mezi lety 1912-1913
- Holly Madison, americká modelka a herečka, narozena v Astorii
- Ranald MacDonald, první člověk, učící angličtinu v Japonsku a jeden z tlumočníků mezi šógunátem Tokugawou a komodorem Perrym, při Perryho cestách po Japonsku na počátku 50. let 19. století
- Consuelo Kanaga, americká fotografka, známá svými portréty Afroameričanů
- Grouper, americká hudebnice, známá pro své kritikou uznávané album Dragging a Dead Deer Up a Hill
- Donald Malarkey, voják bojující ve druhé světové válce (101. výsadková divize), vyobrazen v televizním seriálu Band of Brothers
- Gene Nelson, americký herec, znám rolí Willa Parkera ve filmu Oklahoma! (1955)
- Sacagawea, jediná ženská členka expedice Lewis a Clark do Pacifiku v letech 1804–1806

## Partnerská města
Astoria má jedno partnerské město, se kterým byla spojena v rámci organizace Sister Cities International:
- Walldorf, Německo - rodiště jmenovce Astorie, Johna Jacoba Astora. Spojenectví mezi městy, bylo podepsáno v den  Astorových 200. narozenin v roce 1963 ve Walldorfu starostou Walldorfu Wilhelmem Willingerem a starostou Astorie Harrym Steinbockem

## Galerie

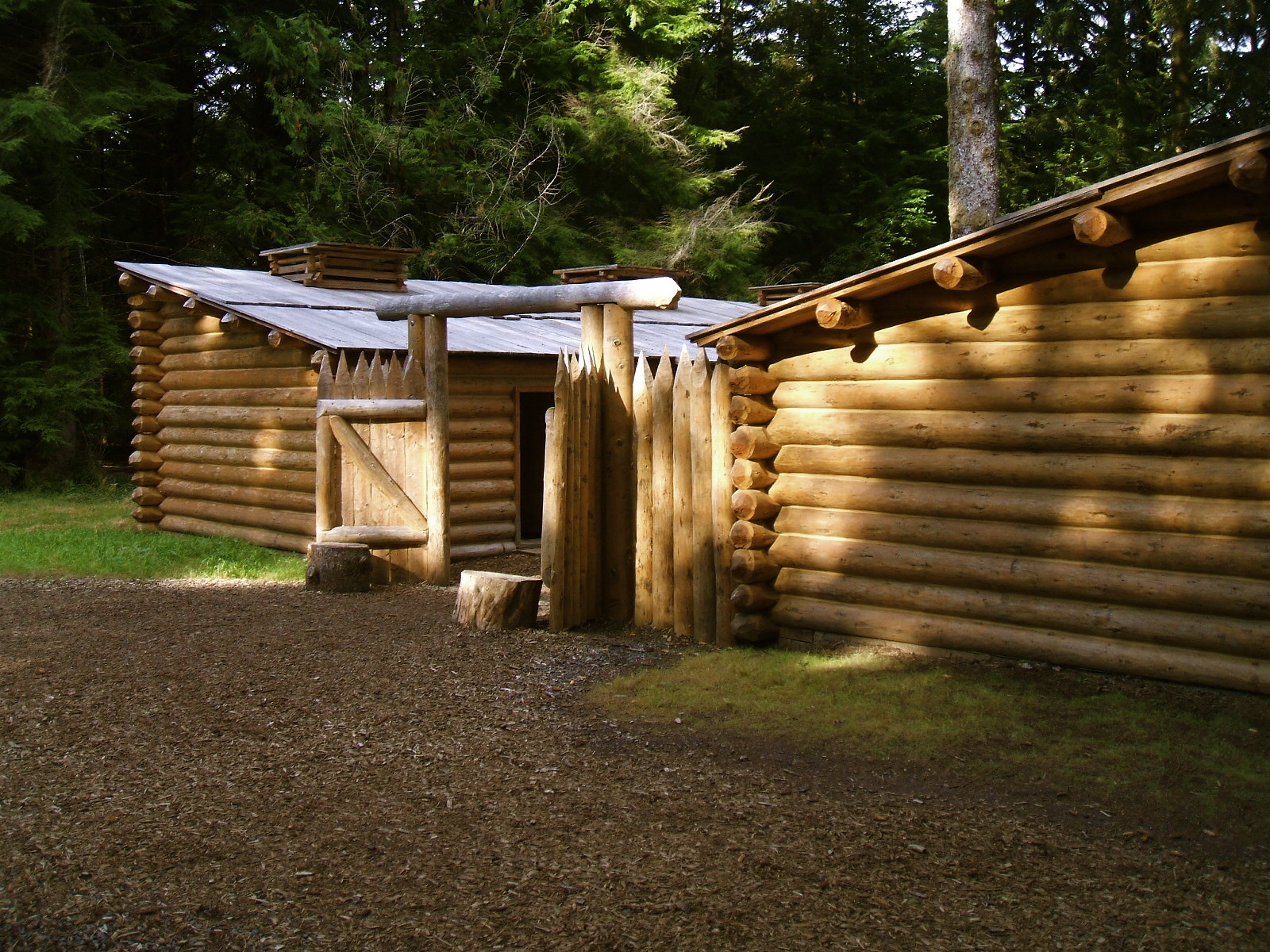
Replika osady Fort Clatsop
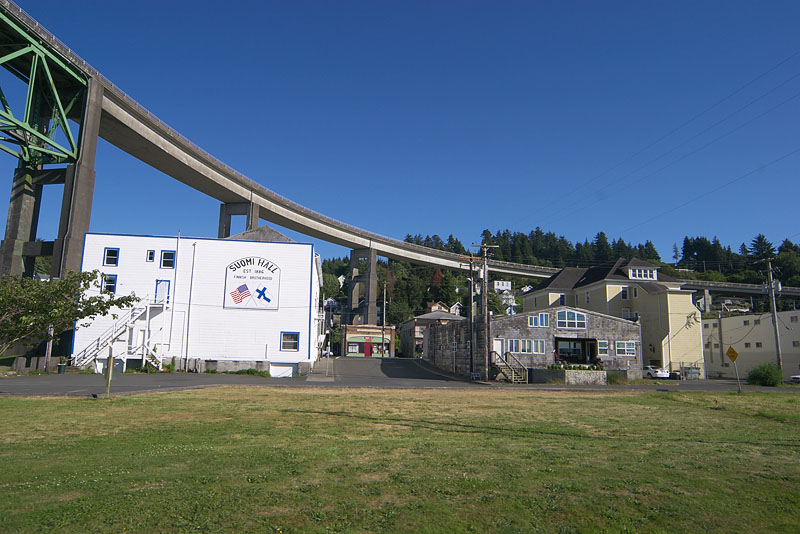
Suomi Hall -zasedací síň finských a skandinávských přistěhovalců
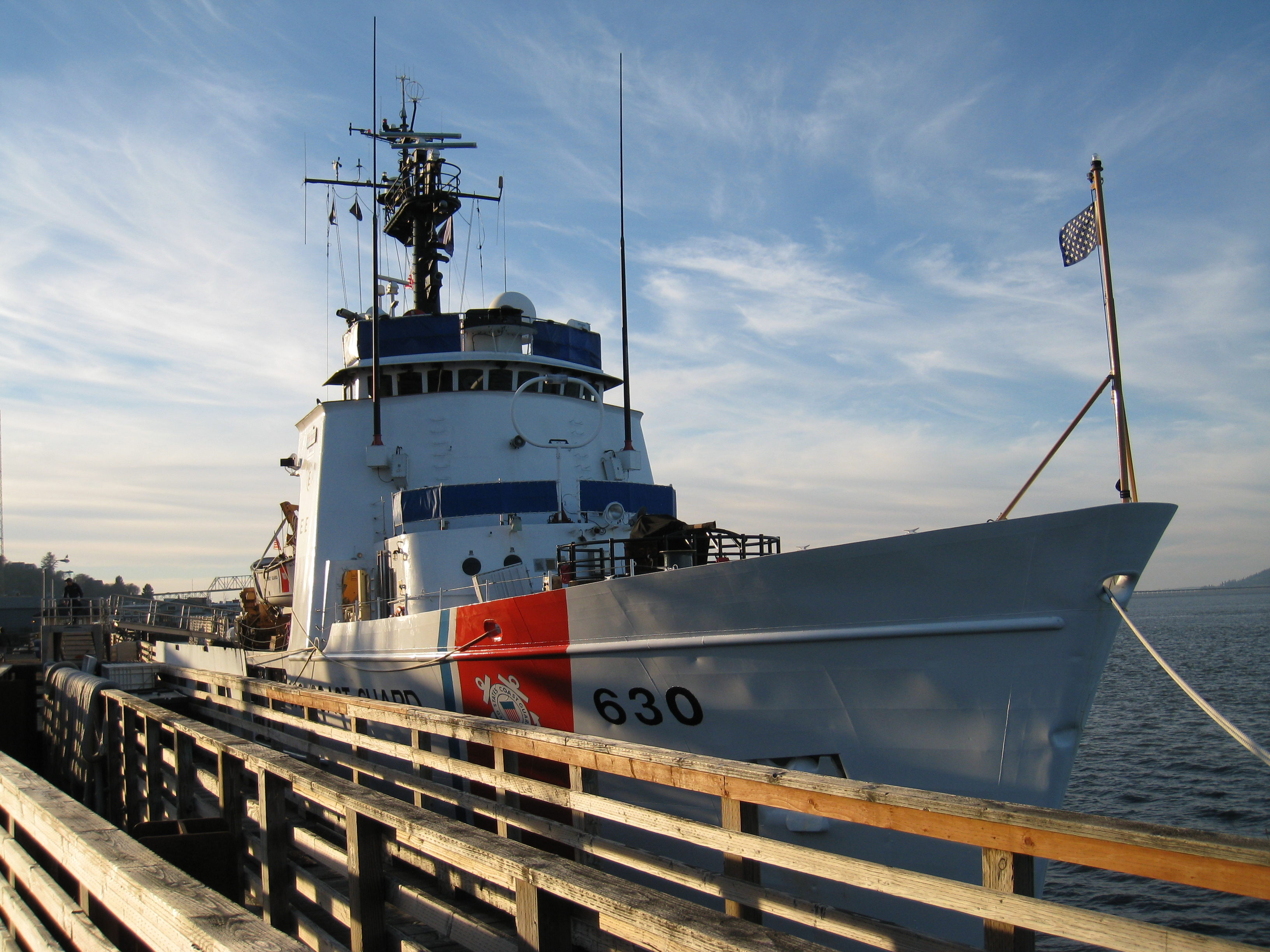
Pobřežní stráž Atler, zakotvena v přístavu Astoria
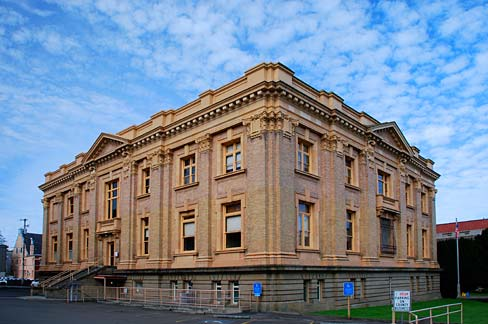
Budova soudu
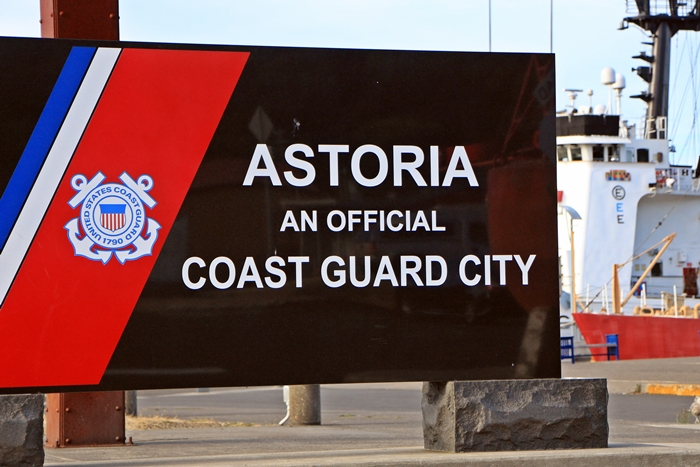
Cedule v přístavu
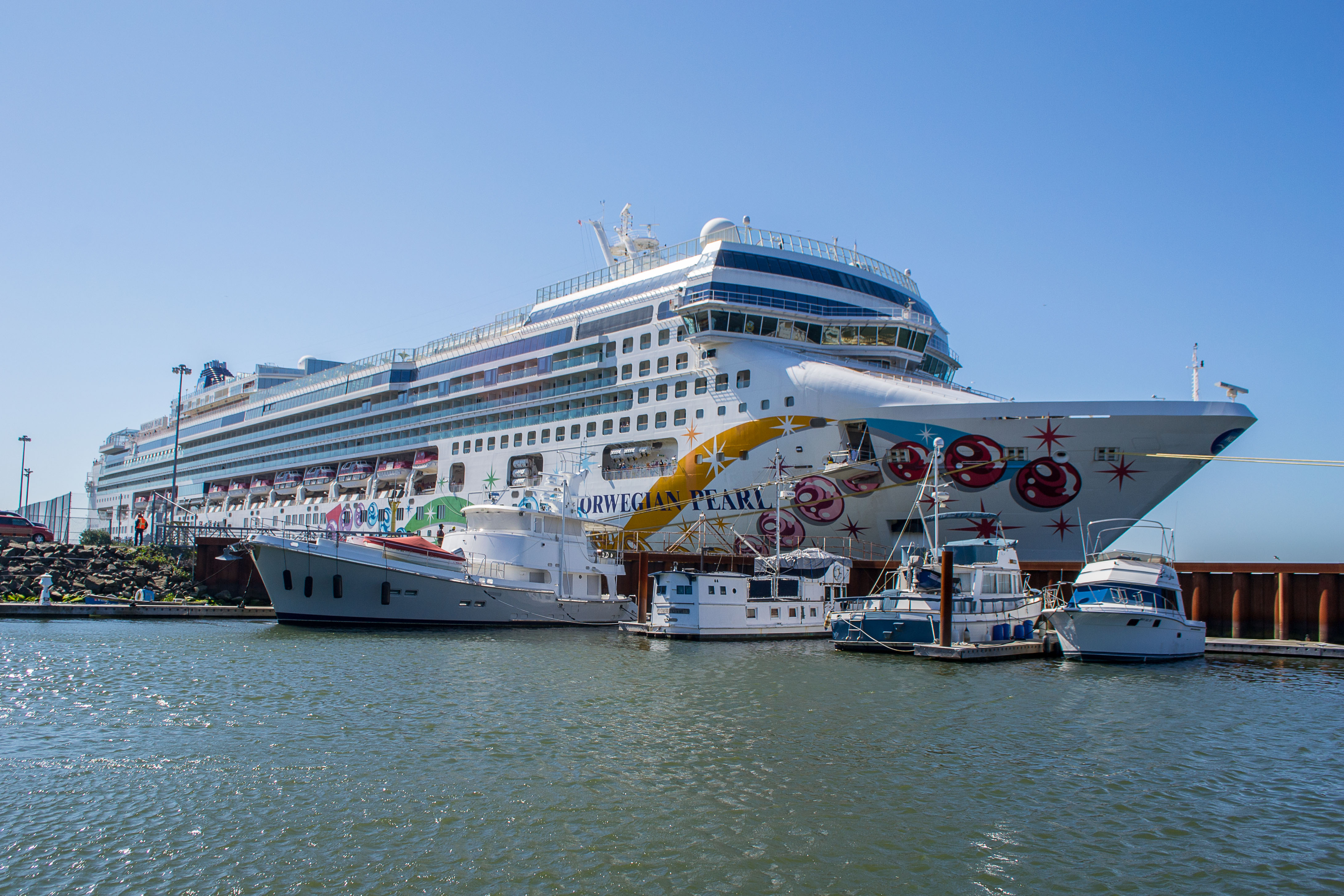
Loď Norwegian Pearl, zakotvená v přístavu Astoria
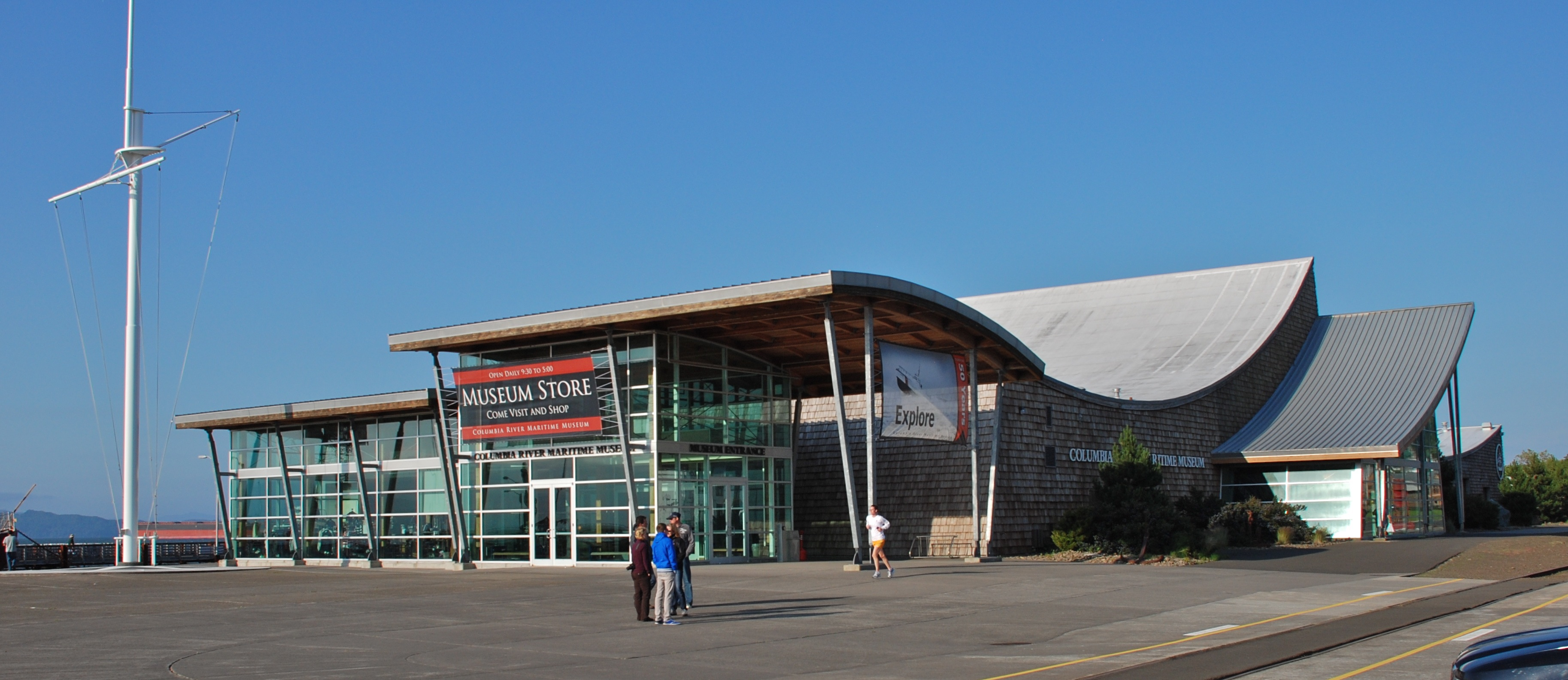
Muzeum řeky Columbine
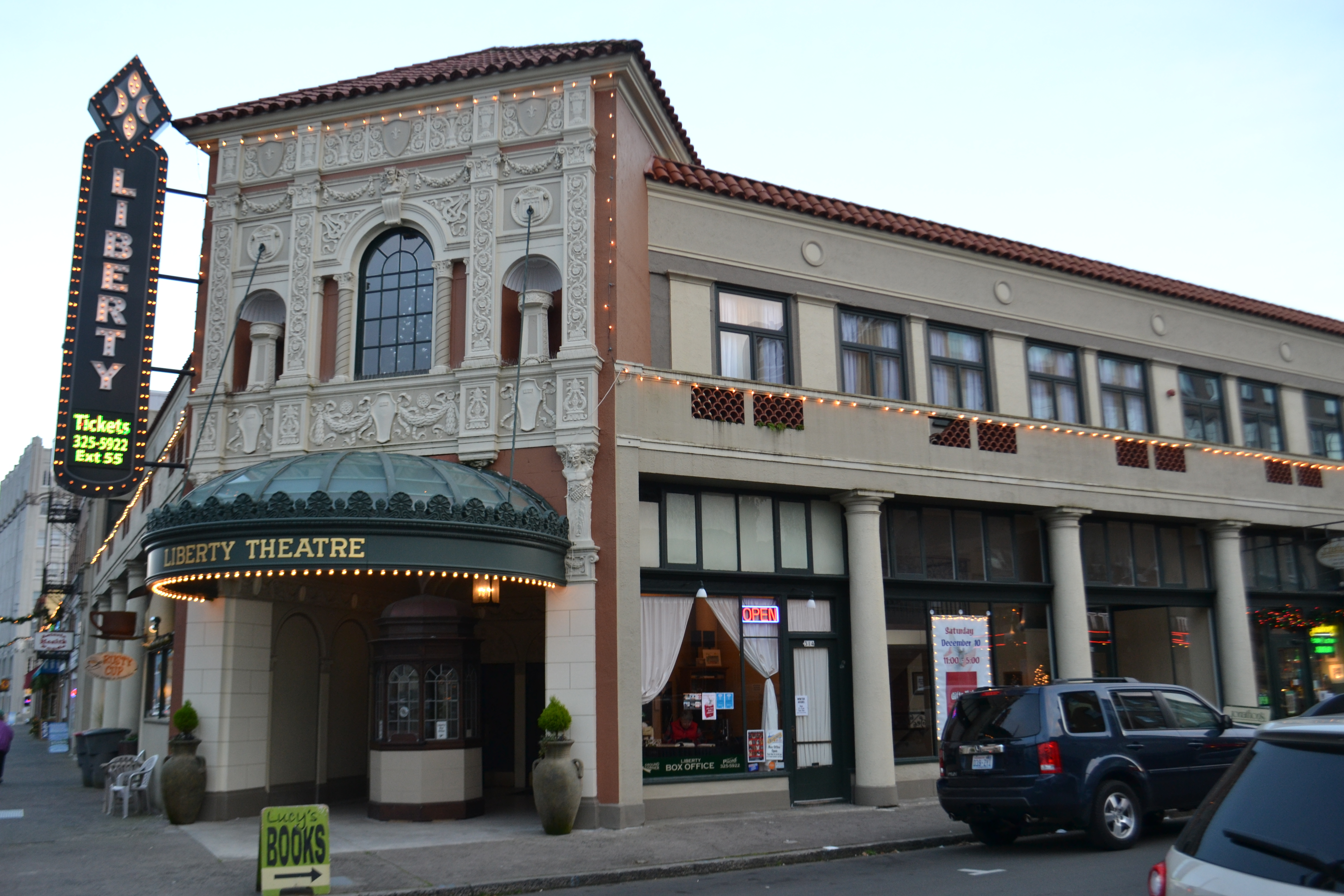
Divadlo "Liberty", v historické budově Astor
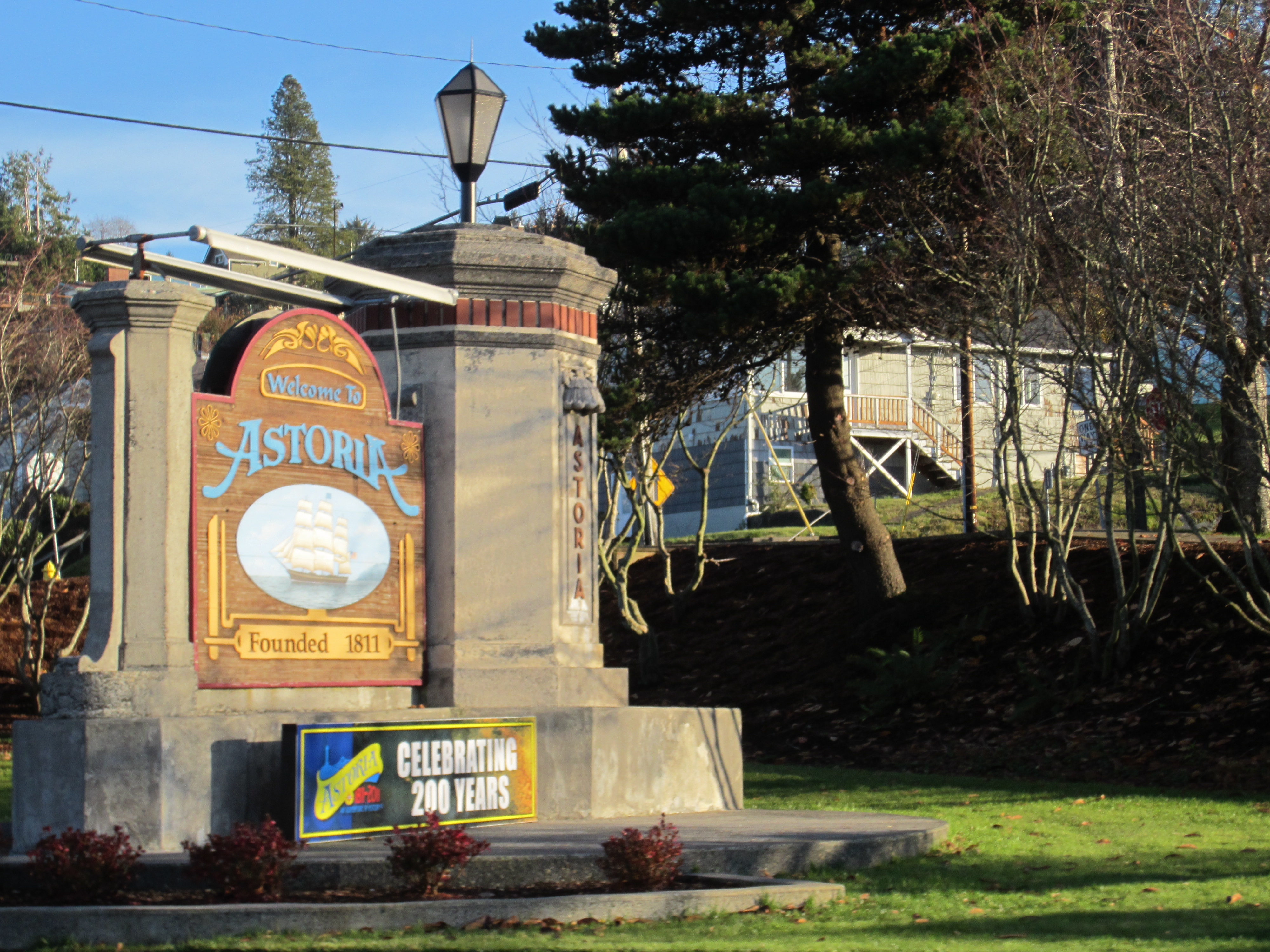
Cedule při příjezdu do města
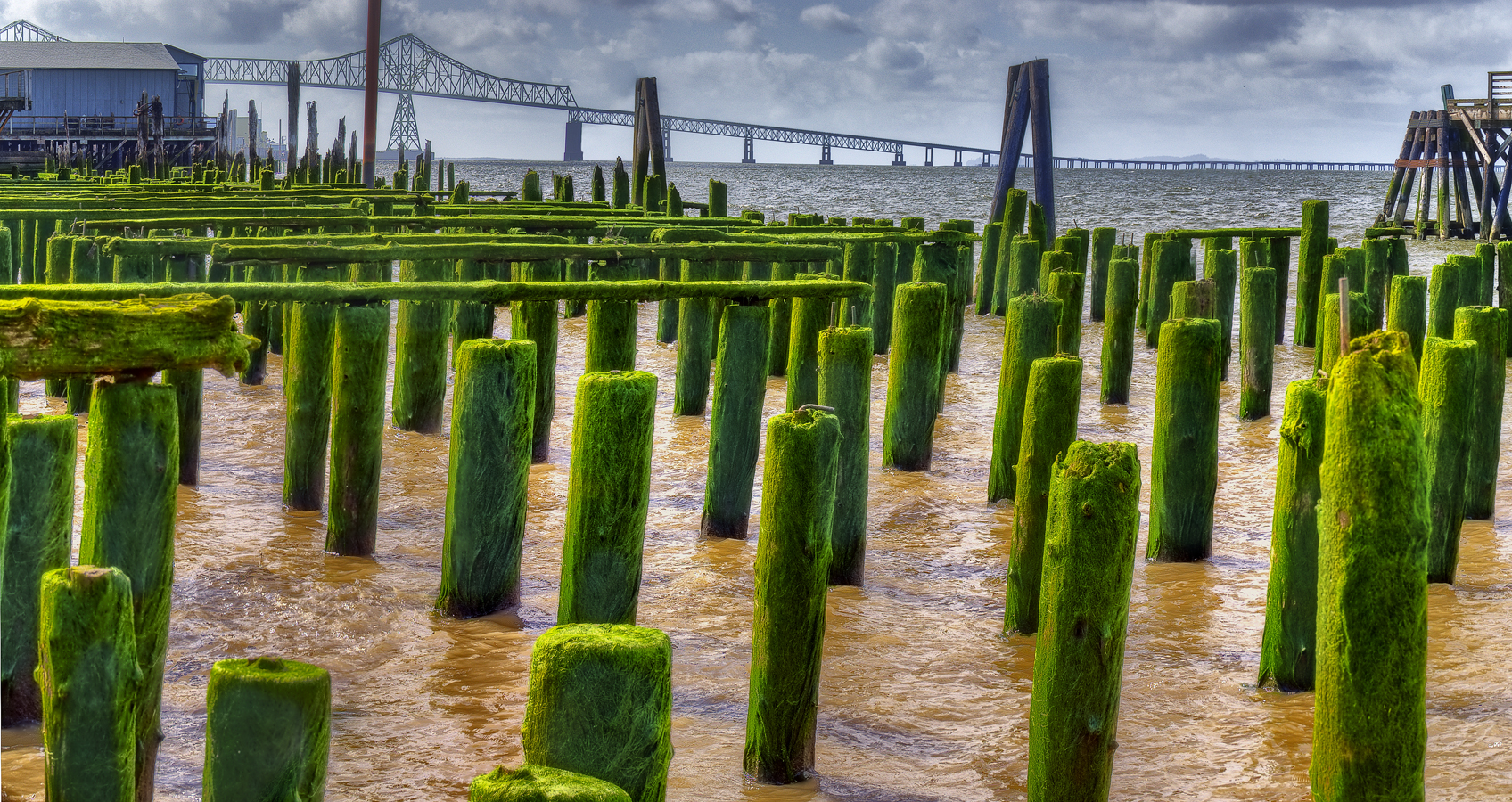
Pozůstatky konzerváren v doku